# Wiktor Fonfara
Wiktor Wacław Fonfara (ur. 15 grudnia 1948 w Lesznie) – polski funkcjonariusz MO, oficer SB i UOP, generał.

## Życiorys
Urodził się 15 grudnia 1948 w Lesznie jako syn Wacława i Heleny. Od początku lat 70. do 30 października 1973 służył w Milicji Obywatelskiej. Następnie przeszedł do służby w Wydziale I Biura Śledczego Ministerstwa Spraw Wewnętrznych, w którym był kolejno inspektorem od 1 listopada 1973, starszym inspektorem od 1 listopada 1981, specjalistą od 15 lutego 1984, zastępcą naczelnika od 1 lipca 1984 i naczelnikiem od 15 marca 1985. Od 1 grudnia 1988 był p.o. dyrektora, od 15 lutego 1989 zastępcą dyrektora, a od 16 sierpnia 1989 do 31 lipca 1990 historycznie ostatnim dyrektorem Biura Śledczego MSW. 
Po dokonanej weryfikacji podjął służbę w Urzędzie Ochrony Państwa 1990. Kierował Zarządem Śledczym UOP. W 1994 był w stopniu pułkownika. Został awansowany do stopnia generała.
Postanowieniem prezydenta RP Lecha Wałęsy z 2 listopada 1994 został odznaczony Krzyżem Oficerskim Orderu Odrodzenia Polski za wybitne zasługi dla umacniania obronności kraju. Tożsamość Wiktora Fonfary pojawiła się na liście Wildsteina, upublicznionej na początku 2005.